# Płońsko
Płońsko [ˈpwɔɲskɔ] (tiếng Đức: Plönzig) là một ngôi làng thuộc khu hành chính của Gmina Przelewice, thuộc hạt Pyrzyce, West Pomeranian Voivodeship, ở phía tây bắc Ba Lan. Nó nằm khoảng 5 kilômét (3 mi)   phía đông Przelewice, 19 km (12 mi) phía đông Pyrzyce và 52 km (32 mi) về phía đông nam của thủ đô khu vực Szczecin.
Trước năm 1945, khu vực này là một phần của Đức. Đối với lịch sử của khu vực, xem Lịch sử của Pomerania.